# Тигиль (аэропорт)
Аэропорт «Тигиль» — региональный аэропорт, расположен в 1 км от села Тигиль в Камчатском крае. Обеспечивает регулярное авиасообщение с Петропавловском-Камчатским.

## Принимаемые типыВС
Ан-2, Ан-24, Ан-26, Ан-28, Л-410, Як-40 и др. типы ВС 3-4 класса, вертолёты всех типов.

## Показатели деятельности
| год        | 2014   | 2015 | 2016 | 2017 |
| пассажиров | 14 911 | 5202 | 4512 | 4047 |
| Источники: |        |      |      |      |